# Banya del ginebró
La banya del ginebró (Gymnosporangium clavariiforme) és una espècie de fong basidiomicot de l'ordre dels puccinials (Pucciniales). És un fitopatogen que infecta alternativament espècies de Juniperus i de Crataegus o altres espècies de rosàcies.

## Cicle biològic
Com altres fongs puccinials presenta un cicle biològic complex. El fong té dos hostes, un de primari i un de secundari. Els hostes primaris del fong són generalment el ginebre (Juniperus communis) i el càdec (Juniperus oxycedrus), tot i que pot infectar altres espècies de Juniperus. En aquests arbres el fong produeix els corns telials, uns esporangis amb forma de tentacle i de color taronja que s'encarreguen de la reproducció sexual del fong. Les espores generades als telis (teliòspores) són alliberades i transportades pel vent fins que infecten l'hoste secundari. En aquesta segona etapa, el fong produeix depressions groguenques en les fulles de l'hoste (generalment alguna espècie de Crataegus). També pot infectar el fruit, en els quals creixen esporangis tubulars blanquinosos (ecis) que generen eciòspores que infecten de nou l'hoste primari (Juniperus spp.), completant així el cicle.

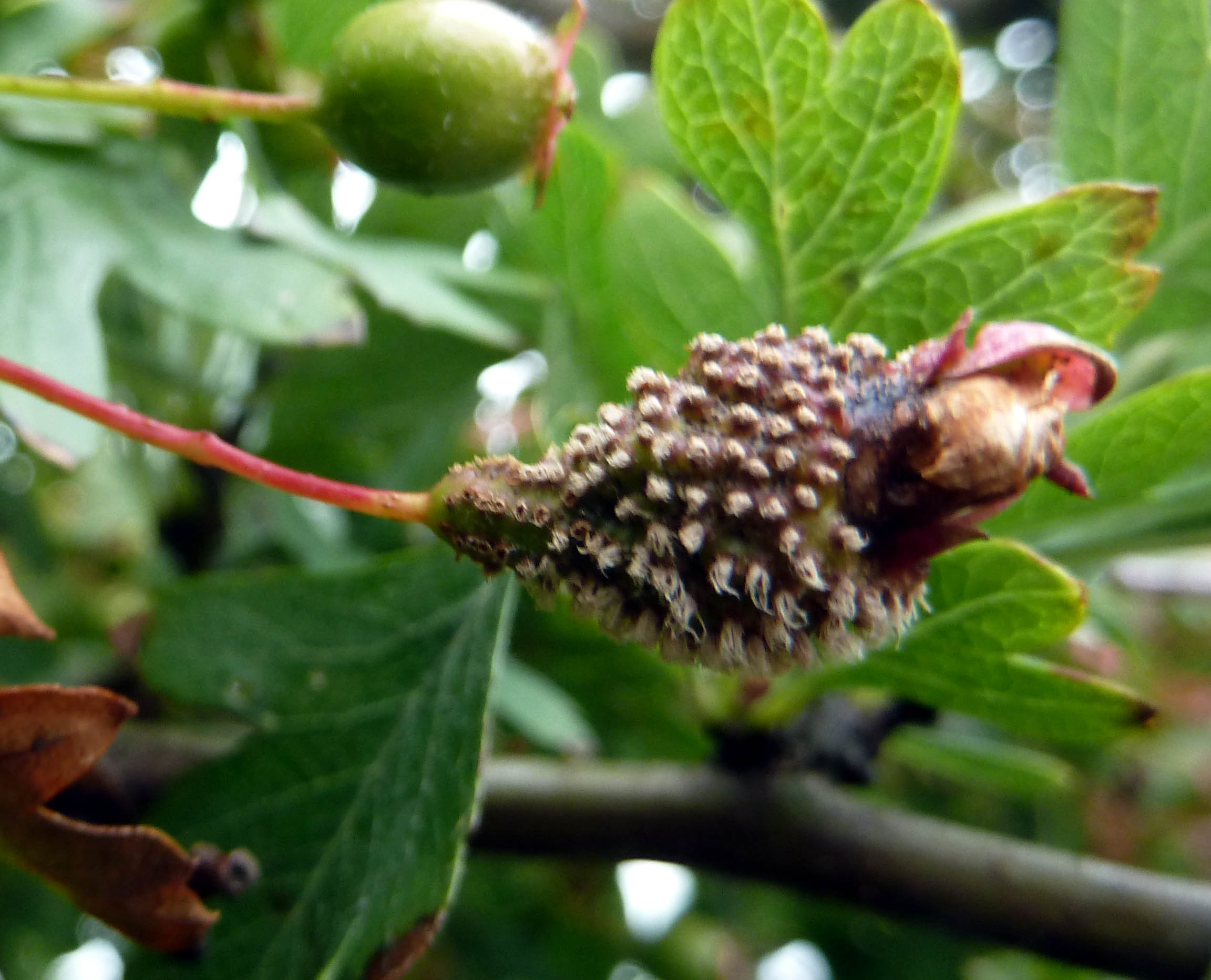
Esporotubs de l'aeci sobre fruits de Crataegus monogyna

## Danys
En els hostes primaris (Juniperus spp.) el fong pot causar xancres en branques o fin i tot escombres de bruixa. En l'hoste secundari Crataegus monogyna provoca greus danys causant la malaltia del rovell de l'arç blanc i una gran reducció de la producció de fruits. El fong també pot infectar i causar rovells en espècies del gènere Pyrus, Cydonia, Amelanchier, Sorbus, Aronia i Cotoneaster.